# 霍達奇基
50°53′54″N 28°37′42″E / 50.89833°N 28.62833°E
霍達奇基（烏克蘭語：Ходачки），是烏克蘭的村落，位於該國北部日托米爾州，由科羅斯堅區負責管轄，面積0.82平方公里，海拔高度187米，2001年人口165，人口密度每平方公里201.96人。